# Ine Marie Wilmann
Ine Marie Wilmann, född 18 februari 1985, är en norsk skådespelare.
Wilmann gick ut Statens Teaterhøgskole våren 2011. Hon debuterade som skådespelare vid Teatret Vårt i Molde hösten 2011. Wilmann TV-debuterade i NRK-serien Ansur. 
Hon fick 2015 Amandaprisen för bästa kvinnliga skådespelare i filmen De nærmeste.